# James Kantor
James Jimmy Kantor (Johannesburgo, 26 de febrero de 1927 - Londres, 2 de febrero de 1974) fue un abogado sudafricano. 
En 1962 se casó, y adoptó a los dos hijos de su esposa Bárbara. Después la pareja tuvo dos hijas.
Fue el defensor de Nelson Mandela en el Proceso de Rivonia hasta que el 11 de julio de 1963, también él fue arrestado y acusado de los mismos crímenes que Mandela. Harry Schwarz, un amigo íntimo y conocido político, se convirtió en su abogado defensor en el juicio. Tras ser el sujeto de crueles burlas y de muchos intentos de colocarle como pieza clave del MK por Percy Yutar, finalmente el juez Quartus de Wet le retiró todos los cargos, alegando que no había suficientes pruebas que incriminaran al acusado n.º 8.
Kantor huyó del país y se estableció en Londres (Reino Unido), donde trabajó en publicaciones para la industria cinematográfica.
En 1967 escribió una autobiografía, llamada A Healthy Grave (‘una tumba saludable’).
Sin embargo, su salud nunca se recuperó del duro trato recibido durante la estancia en prisión a la espera de juicio. Murió de un infarto de miocardio el 2 de febrero de 1974, a los 46 años.